# سد گورونیو
سد گورونیو (به لاتین: Goronyo Dam) یک سد در نیجریه است که در Goronyo واقع شده‌است.